# Birgit Bütow
Birgit Bütow (* 1961 in Kleinmachnow) ist eine deutsche Soziologin und Sozialarbeitswissenschaftlerin, die insbesondere zu Mädchen- und Frauenfragen forscht und lehrt.
Bütow studierte Soziologie an der Universität Leipzig, legte 1986 das Diplom-Examen ab und wurde 1990 promoviert. Danach war sie Mitarbeiterin am Deutschen Jugendinstitut in München. Seit 1994 lehrt sie als Professorin an der Ernst-Abbe-Hochschule Jena. 2005 wurde sie von der TU Dresden für Erziehungswissenschaften mit dem Schwerpunkt Sozialpädagogik habilitiert. Außer an der Fachhochschule in Jena lehrt sie an der Universität Marburg (Privatdozentin) und der Universität Zürich (Gastprofessorin).
Bütow war von 2000 bis 2005 Vorsitzende von Pro Familia, Landesverband Thüringen.

## Schriften (Auswahl)
- EigenArtige Ostfrauen. Frauenemanzipation in der DDR und den neuen Bundesländern (als Hersg. mit Heidi Stecker), Bielefeld: Kleine, 1994, ISBN 3-89370-188-5
- Mädchen in Cliquen. Sozialräumliche Konstruktionsprozesse von Geschlecht in der weiblichen Adoleszenz, Weinheim; München: Juventa-Verlag, 2005, ISBN 3-7799-1374-7
- Soziale Arbeit nach dem sozialpädagogischen Jahrhundert : Positionsbestimmungen sozialer Arbeit im Post-Wohlfahrtsstaat (als Hrsg.), Opladen: Budrich, 2008, ISBN 978-3-86649-112-0
- Soziale Arbeit und Geschlecht. Herausforderungen jenseits von Universalisierung und Essentialisierung (als Hrsg. mit Chantal Munsch), Münster: Westfälisches Dampfboot, 2012, ISBN 978-3-89691-234-3